# 28524 Ebright
28524 Ebright este un asteroid din centura principală de asteroizi.

## Descriere
28524 Ebright este un asteroid din centura principală de asteroizi. A fost descoperit pe 29 februarie 2000 la Socorro, New Mexico, în cadrul proiectului LINEAR. Asteroidul prezintă o orbită caracterizată de o semiaxă mare de 2,36 ua, o excentricitate de 0,19 și o înclinație de 2,7° în raport cu ecliptica.